# Phyllodromica adspersa
Phyllodromica adspersa es una especie de cucaracha del género Phyllodromica, familia Ectobiidae. Fue descrita científicamente por Bolívar en 1897.
Habita en España.